# Morville (Manche)
Morville  ist eine französische Gemeinde mit 278 Einwohnern (Stand: 1. Januar 2022) im Département Manche in der Region Normandie. Sie gehört zum Arrondissement Cherbourg und zum Kanton Bricquebec-en-Cotentin. 

## Lage
Die Gemeinde liegt auf der Halbinsel Cotentin. Sie grenzt im Nordwesten an Négreville, im Norden an Yvetot-Bocage, im Osten an Lieusaint, im Südosten an Colomby, im Südwesten an Magneville und im Westen an L’Étang-Bertrand.

## Bevölkerungsentwicklung
| Jahr      | 1962 | 1968 | 1975 | 1982 | 1990 | 1999 | 2008 | 2018 |
| --------- | ---- | ---- | ---- | ---- | ---- | ---- | ---- | ---- |
| Einwohner | 302  | 273  | 216  | 217  | 251  | 263  | 262  | 274  |

## Sehenswürdigkeiten

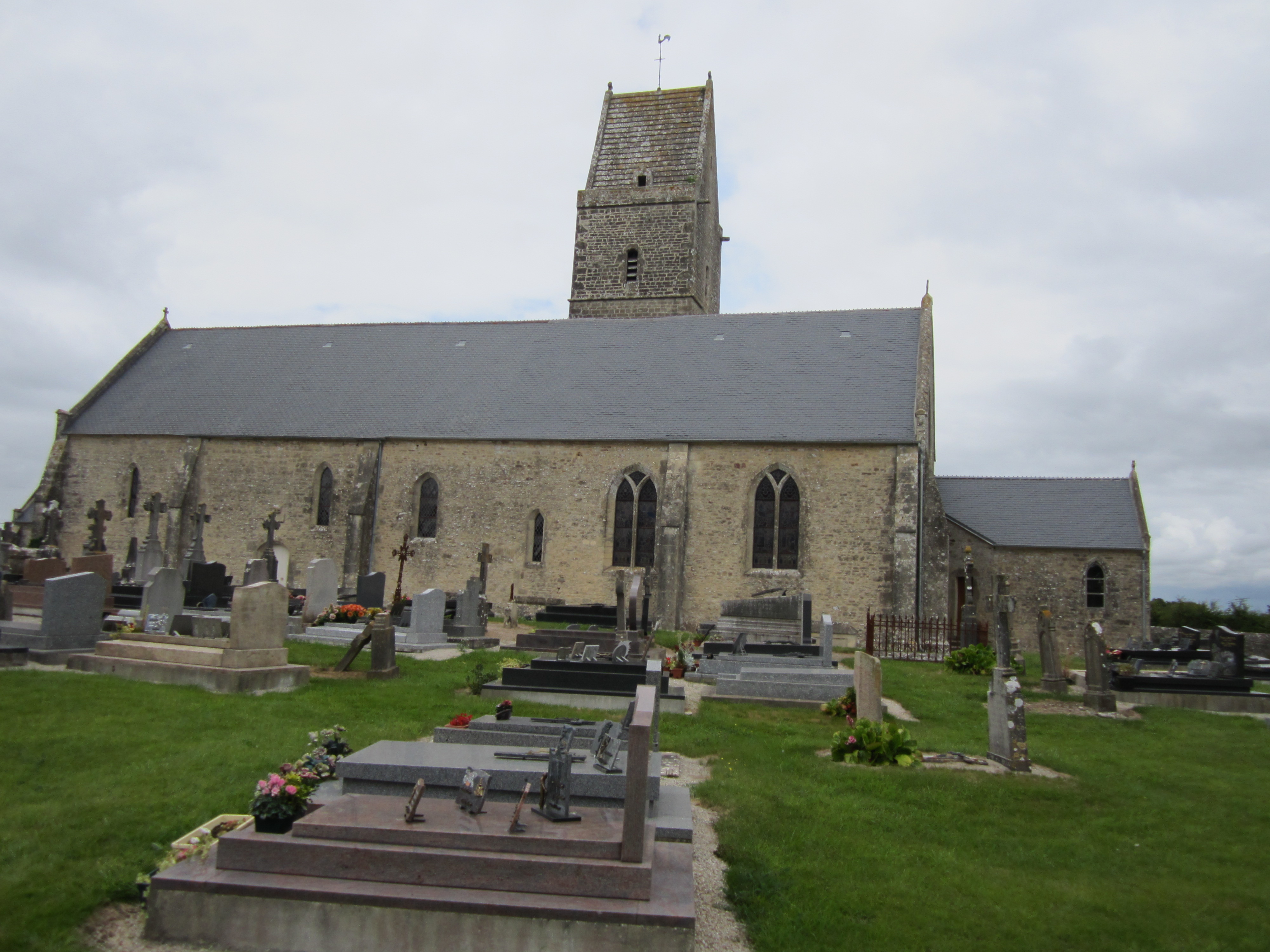
Kirche Saint-Pair

- Kirche Saint-Pair